# Futebol Clube do Porto 2002-2003
Questa voce raccoglie le informazioni riguardanti il Futebol Clube do Porto nelle competizioni ufficiali della stagione 2002-2003.

## Maglie e divise
| Casa | Trasferta | Terza divisa |

## Rosa[1]
| N. |                       | Ruolo | Calciatore       |
| -- | --------------------- | ----- | ---------------- |
| 13 | Portogallo (bandiera) | P     | Nuno             |
| 99 | Portogallo (bandiera) | P     | Vítor Baía       |
| 35 | Portogallo (bandiera) | D     | Hugo Luz         |
| 2  | Portogallo (bandiera) | D     | Jorge Costa      |
| 30 | Portogallo (bandiera) | D     | Mário Silva      |
| 8  | Portogallo (bandiera) | D     | Nuno Valente     |
| 22 | Portogallo (bandiera) | D     | Paulo Ferreira   |
| 3  | Angola (bandiera)     | D     | Pedro Emanuel    |
| 47 | Portogallo (bandiera) | D     | Reinaldo         |
| 4  | Portogallo (bandiera) | D     | Ricardo Carvalho |
| 5  | Portogallo (bandiera) | D     | Ricardo Costa    |
| 7  | Portogallo (bandiera) | D     | Secretário       |
| 15 | Russia (bandiera)     | C     | Dmitrij Aleničev |
| 77 | Ungheria (bandiera)   | C     | Ákos Buzsáky     |
| 14 | Portogallo (bandiera) | C     | César Peixoto    |

| N. |                       | Ruolo | Calciatore         |
| -- | --------------------- | ----- | ------------------ |
| 6  | Portogallo (bandiera) | C     | Costinha           |
| 10 | Portogallo (bandiera) | C     | Deco               |
| 53 | Brasile (bandiera)    | C     | Elias              |
| 18 | Portogallo (bandiera) | C     | Maniche            |
| 78 | Portogallo (bandiera) | C     | Marco Ferreira     |
| 20 | Portogallo (bandiera) | C     | Paulinho Santos    |
| 36 | Portogallo (bandiera) | C     | Pedro Nuno         |
| 66 | Portogallo (bandiera) | C     | Tiago              |
| 21 | Portogallo (bandiera) | A     | Capucho            |
| 28 | Brasile (bandiera)    | A     | Clayton            |
| 11 | Brasile (bandiera)    | A     | Derlei             |
| 26 | Portogallo (bandiera) | A     | António Folha      |
| 41 | Portogallo (bandiera) | A     | Hélder Postiga     |
| 9  | Lituania (bandiera)   | A     | Edgaras Jankauskas |

## Risultati

### Liga Portugal

#### Girone di andata
| Arbitro: | Pedro Proença |

|                                   |           |                      |
| Hélder Postiga 66’ Jankauskas 90’ | Marcatori | 12’, 88’ (rig.) Neca |

| Arbitro: | Duarte Gomes |

|  |           |              |
|  | Marcatori | 45’ Costinha |

| Arbitro: | João Vilas Boas |

|                                        |           |                |
| Maniche 19’, 72’ (rig.) Alenitchev 90’ | Marcatori | 14’ Nuno Amaro |

| Arbitro: | Martins dos Santos |

|  |           |                            |
|  | Marcatori | 41’ Deco 75’ Tiago Pereira |

| Arbitro: | Paulo Baptista |

|          |           |  |
| Deco 11’ | Marcatori |  |

| Arbitro: | João Ferreira |

|              |           |            |
| R. Sousa 64’ | Marcatori | 10’ Derlei |

| Arbitro: | Paulo Costa |

|                            |           |          |
| Bonfim 20’ (aut.) Deco 71’ | Marcatori | 4’ Tiago |

| Arbitro: | Pedro Proença |

|                          |           |                     |
| João Paulo 11’ Edson 47’ | Marcatori | 7’ Clayton 13’ Deco |

| Arbitro: | António Costa |

|                                                          |           |                         |
| Maniche 27’ Hélder Postiga 32’, 62’ Clayton 36’ Deco 47’ | Marcatori | 22’ Adriano 70’ Rossato |

| Arbitro: | Olegário Benquerença |

|  |           |             |
|  | Marcatori | 45’ Postiga |

| Arbitro: | Bruno Paixão |

|  |           |            |
|  | Marcatori | 73’ Derlei |

| Arbitro: | Jacinto Paixão |

|                                                          |           |             |
| Maniche 50’ (rig.) Deco 77’ Postiga 79’ Jankauskas 90+2’ | Marcatori | 5’ Monteiro |

| Arbitro: | Paulo Baptista |

|                |           |                                 |
| Figueiredo 75’ | Marcatori | 31’, 62’ Postiga 73’ Jankauskas |

| Arbitro: | Paulo Paraty |

|                            |           |          |
| Postiga 32’ Jankauskas 90’ | Marcatori | 58’ Beto |

| Arbitro: | José Pratas |

|  |           |                          |
|  | Marcatori | 22’ Capucho 89’ Costinha |

| Arbitro: | Pedro Henriques |

|                                     |           |  |
| Capucho 22’ Deco 51’ Jankauskas 75’ | Marcatori |  |

| Arbitro: | Lucílio Batista |

|  |           |             |
|  | Marcatori | 3’ Costinha |

#### Girone di ritorno
| Arbitro: | Olegário Benquerença |

|             |           |                              |
| Bezerra 16’ | Marcatori | 49’, 52’ Costa 90’ Alenichev |

| Arbitro: | Mário Mendes |

|                |           |  |
| Jankauskas 71’ | Marcatori |  |

| Arbitro: | Augusto Duarte |

|                                    |           |                                                                 |
| Nandinho 10’ Azevedo 74’ Filho 79’ | Marcatori | 25’ Hélder Postiga 46’, 48’ Costinha 59’ Maniche 88’ Jankauskas |

| Arbitro: | Paulo Paraty |

|                         |           |             |
| Peixoto 26’ Capucho 40’ | Marcatori | 65’ Almeida |

| Arbitro: | Isidoro Rodrigues |

|                             |           |            |
| Van der Gaag 17’ Gaúcho 71’ | Marcatori | 67’ Derlei |

| Arbitro: | António Taia |

|                                                       |           |  |
| Peixoto 6’ (rig.) Hélder Postiga 67’ Jankauskas 90+3’ | Marcatori |  |

| Arbitro: | António Costa |

|  |           |          |
|  | Marcatori | 36’ Deco |

| Arbitro: | Mário Mendes |

|                        |           |  |
| Alenichev 18’ Deco 80’ | Marcatori |  |

| Arbitro: | João Ferreira |

|  |           |                            |
|  | Marcatori | 27’ Derlei 88’ R. Carvalho |

| Arbitro: | Bruno Paixão |

|                                              |           |  |
| Ferreira 35’ Pessoa 71’ (aut.) Alenichev 77’ | Marcatori |  |

| Arbitro: | José Godinho |

|                                     |           |               |
| Lomba 37’ (aut.) Peixoto 60’ (rig.) | Marcatori | 76’ Montanini |

| Arbitro: | Pedro Proença |

|              |           |            |
| Oliveira 36’ | Marcatori | 72’ Derlei |

| Arbitro: | Elmano Santos |

|                                                       |           |  |
| Maniche 5’ Derlei 9’, 48’ Deco 77’ Hélder Postiga 86’ | Marcatori |  |

| Arbitro: | António Costa |

|          |           |  |
| Cadú 89’ | Marcatori |  |

| Arbitro: | Isidoro Rodrigues |

|                                         |           |                     |
| Jankauskas 12’ Capucho 16’ Paulinho 42’ | Marcatori | 63’, 74’ Zé António |

| Arbitro: | Mário Mendes |

|             |           |                    |
| Barroso 37’ | Marcatori | 48’ Hélder Postiga |

| Arbitro: | Francisco Ferreira |

|                                         |           |  |
| Hélder Postiga 36’ Contreras 78’ (aut.) | Marcatori |  |

### Taça de Portugal
| Porto 24 novembre 2002 Quarto turno                    | Porto     | 2 – 0 | Trofense | Estádio das Antas |
| \| \| \| \| \| Tiago 5’ Capucho 28’ \| Marcatori \| \| |           |       |          |                   |
|                                                        |           |       |          |                   |
| Tiago 5’ Capucho 28’                                   | Marcatori |       |          |                   |

| Arbitro: | Pedro Proença |

|                        |           |           |
| Clayton 5’ Maniche 33’ | Marcatori | 80’ Nunes |

| Arbitro: | Pedro Henriques |

|                   |           |                            |
| Romeu Almeida 13’ | Marcatori | 67’ Jorge Costa 73’ Derlei |

| Arbitro: | Augusto Duarte |

|                                                                                  |           |  |
| M. Ferreira 20’, 30’, 74’ Jankauskas 23’ Peixoto 67’ Clayton 81’ Nuno 90’ (rig.) | Marcatori |  |

| Arbitro: | Lucílio Batista |

|                     |           |  |
| Derlei 55’ Deco 80’ | Marcatori |  |

#### Finale
| Arbitro: | Pedro Henriques |

|            |           |  |
| Derlei 63’ | Marcatori |  |

### Coppa UEFA

#### Primo turno
| Arbitro: | Albrecht |

|                                                                    |           |  |
| Jankauskas 20’, 56’ Derlei 37’ Maniche 55’ Hélder Postiga 69’, 89’ | Marcatori |  |

| Arbitro: | Sundell |

|                                        |           |  |
| Łukasiewicz 67’ R. Carvalho 81’ (aut.) | Marcatori |  |

#### Secondo turno
| Arbitro: | Jakobsson |

|  |           |            |
|  | Marcatori | 70’ Derlei |

| Arbitro: | Gilewski |

|                               |           |  |
| Hélder Postiga 29’ Derlei 86’ | Marcatori |  |

#### Terzo turno
| Arbitro: | Poll |

|                                              |           |  |
| Hélder Postiga 36’ Derlei 45’ Jankauskas 86’ | Marcatori |  |

| Arbitro: | Hriňák |

|          |           |  |
| Song 28’ | Marcatori |  |

#### Ottavi di finale
| Arbitro: | Busacca |

|                                                                                 |           |                |
| Capucho 48’ Derlei 54’ Ricardo Costa 65’ Jankauskas 69’ Deco 73’ Alenitchev 82’ | Marcatori | 78’ Kratochvíl |

| Arbitro: | Colombo |

|                      |           |                        |
| Martin 52’ Özkan 58’ | Marcatori | 42’ Derlei 84’ Clayton |

#### Quarti di finale
| Arbitro: | Messina |

|  |           |               |
|  | Marcatori | 73’ Olisadebe |

| Arbitro: | Temmink |

|  |           |                  |
|  | Marcatori | 16’, 103’ Derlei |

#### Semifinali
| Arbitro: | Vassaras |

|                                                |           |             |
| Maniche 10’ Derlei 28’, 50’ Hélder Postiga 56’ | Marcatori | 6’ C. López |

| Roma 24 aprile 2003, ore 21:00 Semifinali - Ritorno | Lazio     | 0 – 0 (1-4 agg.) referto | Porto | Stadio Olimpico (69 873 spett.)\| Arbitro: \| Veissière \| |
| Arbitro:                                            | Veissière |                          |       |                                                            |

#### Finale
| Arbitro: | Ľuboš Micheľ |

|                  |           |                                |
| Larsson 47’, 57’ | Marcatori | 45’, 115’ Derlei 54’ Alenichev |

## Statistiche

### Statistiche di squadra
| Competizione     | Punti | In casa | In casa | In casa | In casa | In casa | In casa | In trasferta | In trasferta | In trasferta | In trasferta | In trasferta | In trasferta | Totale | Totale | Totale | Totale | Totale | Totale | DR  |
| Competizione     | Punti | G       | V       | N       | P       | Gf      | Gs      | G            | V            | N            | P            | Gf           | Gs           | G      | V      | N      | P      | Gf     | Gs     | DR  |
| ---------------- | ----- | ------- | ------- | ------- | ------- | ------- | ------- | ------------ | ------------ | ------------ | ------------ | ------------ | ------------ | ------ | ------ | ------ | ------ | ------ | ------ | --- |
| Primeira Liga    | 86    | 17      | 16      | 1       | 0       | 45      | 12      | 17           | 11           | 4            | 2            | 28           | 14           | 34     | 27     | 5      | 2      | 73     | 26     | +47 |
| Taça de Portugal |       | 3       | 3       | 0       | 0       | 11      | 1       | 1            | 1            | 0            | 0            | 2            | 1            | 5      | 5      | 0      | 0      | 14     | 2      | +12 |
| Coppa UEFA       |       | 6       | 5       | 0       | 1       | 21      | 3       | 6            | 2            | 2            | 2            | 5            | 5            | 13     | 8      | 2      | 3      | 29     | 10     | +19 |
| Totale           |       | 26      | 24      | 1       | 1       | 77      | 16      | 24           | 14           | 6            | 4            | 35           | 20           | 52     | 40     | 7      | 5      | 116    | 38     | +78 |

### Andamento in campionato
| Giornata  | 1 | 2 | 3 | 4 | 5 | 6 | 7 | 8 | 9 | 10 | 11 | 12 | 13 | 14 | 15 | 16 | 17 | 18 | 19 | 20 | 21 | 22 | 23 | 24 | 25 | 26 | 27 | 28 | 29 | 30 | 31 | 32 | 33 | 34 |
| --------- | - | - | - | - | - | - | - | - | - | -- | -- | -- | -- | -- | -- | -- | -- | -- | -- | -- | -- | -- | -- | -- | -- | -- | -- | -- | -- | -- | -- | -- | -- | -- |
| Luogo     | C | T | C | T | C | T | C | T | C | T  | T  | C  | T  | V  | T  | C  | T  | T  | C  | T  | C  | T  | C  | T  | C  | T  | C  | C  | T  | C  | T  | C  | T  | C  |
| Risultato | N | V | V | V | V | N | V | N | V | V  | V  | V  | V  | V  | V  | V  | V  | V  | V  | V  | V  | P  | V  | V  | V  | V  | V  | V  | N  | V  | P  | V  | N  | V  |
| Posizione | 7 | 5 | 3 | 2 | 1 | 1 | 2 | 1 | 1 | 1  | 1  | 1  | 1  | 1  | 1  | 1  | 1  | 1  | 1  | 1  | 1  | 1  | 1  | 1  | 1  | 1  | 1  | 1  | 1  | 1  | 1  | 1  | 1  | 1  |

Legenda:

Luogo: C = Casa; T = Trasferta. Risultato: V = Vittoria; N = Pareggio; P = Sconfitta.